# Philoponella tingens
Espèce
Synonymes
- Uloborus tingens Chamberlin & Ivie, 1936

Philoponella tingens est une espèce d'araignées aranéomorphes de la famille des Uloboridae.

## Distribution
Cette espèce se rencontre du Mexique à la Colombie.

## Description
Les mâles mesurent de 2,2 à 2,8 mm et les femelles de 2,8 à 4,0 mm.

## Publication originale
- Chamberlin & Ivie, 1936 : New spiders from Mexico and Panama. Bulletin of the University of Utah, vol. 27, no 5, p. 1-103.